# تامی ارین
تامی ارین (انگلیسی: Tami Erin؛ زادهٔ ۸ ژوئیهٔ ۱۹۷۴) یک هنرپیشه اهل ایالات متحده آمریکا است. وی از سال ۱۹۸۸ میلادی تاکنون مشغول فعالیت بوده‌است.